# Meijel
Meijel este o comună și o localitate în provincia Limburg, Țările de Jos. 